# Trachypithecus poliocephalus leucocephalus
O langur-negro-de-cabeça-branca (Trachypithecus poliocephalus leucocephalus), também conhecido como langur-preto-de-cabeça-branca é uma das 2 subespécies de Trachypithecus poliocephalus. É nativo da província de Guangxi, na China.

## Estado de conservação
Esta subespécie foi listada como críticamente ameaçada pois houve um declíneo de mais de 80% de sua população nos últimos 36 anos devido principalmente à caça e à perda de habitat.